# Něžná
Něžná (rusky Кроткая) je psychologická novela či povídka ruského spisovatele Fjodora Michajloviče Dostojevského. Vyšla v roce 1876. V českém prostředí byla vydána pod nejznámějším názvem až v roce 1983 v Lidovém nakladatelství, již předtím však byla publikována ve starším překladu jako Jemná a objevuje se rovněž překlad Plachá. Autor zde užívá velmi netradiční způsob psaní, jelikož hlavní hrdina, zároveň i vypravěč příběhu, zde vede nepřehledný až vyhrocený monolog.

## Děj
Celý příběh je vypravován neznámou a nepojmenovanou osobou, o které víme pouze to, že se jedná o bývalého důstojníka, který se stal majitelem zastavárny. Do jeho zastavárny často chodívala mladá osiřelá dívka, do které se později náš hlavní hrdina zamiloval. Následně se hrdina rozhodne dívku požádat o ruku, ta však už jednoho nápadníka má, starého padesátiletého obchodníka, za kterého dívku chtěly provdat její zlé tetičky. Dívka si nakonec vybrala zastavárníka.
Po svatbě hrdina očekává od své manželky projev nezměrné vděčnosti a lásky, to se však nestane. Dívka je neustále uzavřená a tichá, distancuje se od něho víc a víc. Následně nadměrné chrlení emocí ze strany zastavárníka dívku donutí ke spáchání sebevraždy. Dívka skočí z okna s obrazem Bohorodičky v rukou.

## Přijetí díla a interpretace
Tato kniha je rozdělená do dvou částí, které se následně dělí do několika pojmenovaných kapitol. Celý příběh nám zde vypráví hlavní hrdina, který se velmi často ve vyprávění obrací sám k sobě. Hrdina je už od začátku příběhu velmi zmatený, není schopen si uspořádat myšlenky, přechází po pokoji a pokouší se vysvětlit, co se vlastně stalo. Tato povídka navazuje na články, které Dostojevskij napsal a publikoval v Deníku spisovatele (rusky Дневник писателя). Objevuje se zde téma sebevraždy, které se považuje za jedno z nejhlavnějších v tvorbě Dostojevského, jelikož se k němu neustále vracel. K napsání této povídky byl inspirován několika událostmi, které se staly v období jeho působení. Jedná se například o smrt dcery A. I. Gercena nebo o skok z okna švadleny Marie Borisové.
Nehledě na krátký obsah této knihy, je vnímána jako jedna z nejvíce ceněných děl Dostojevského a jako jakási kvintesence jeho tvorby vůbec. Fakt, který z toho můžeme vyčíst, je ten, že Krotkaja je součástí Dostojevského publicistiky. Je to z hlediska toho, že tato kniha zaplnila celé číslo v listopadu roku 1876 v Deníku spisovatele. Díla publikovaná do tohoto Deníku v 60. a 70. letech se žánrově příliš neliší. Něžná je zároveň vnímaná jako umělecký experiment psychologický ale také narativní.
Sebevražda bývá v Dostojevského tvorbě často vnímána jako vzpoura proti Bohu či výsměch Božímu řádu, v tomto případě však je však ospravedlnitelná a jde o nutný psychologický důsledek bezvýchodné situace, kterou se mladá žena snažila řešit všemi ostatními způsoby. Přímým motivem k rozhodnutí vzít si život je pak scéna líbání nohou a vyhroceného, až sadomasochistického podřízení manžela, z nějž hrdinka usoudí na nebezpečí obnovení intimních styků. Této interpretaci napovídá také původní zvažovaný název textu – Vystrašená (Напуганнaя).